# Programa Asistencial de Nutrición Suplementaria

Logo SNAP

El Programa Asistencial de Nutrición Suplementaria (Supplemental Nutrition Assistance Program-SNAP, en inglés ) de los Estados Unidos, histórica y comúnmente conocido como Programa de Cupones para Alimentos (Food Stamp Program, en inglés), es un programa de asistencia federal que provee la ayuda a personas y familias de bajos ingresos o sin ningún ingreso que viven en el país. Aunque el programa está administrado por el Departamento de Agricultura de EE. UU., los beneficios se distribuyen por los distintos Estados de la Unión.
En el año fiscal 2010, se distribuyeron $64700 millones en cupones de alimentos, con un beneficio medio mensual por beneficiario por hogar de 133,49 dólares. A partir de junio de 2011, el número de estadounidenses que reciben cupones de alimentos fue de 45.183.931, la primera vez en 38 meses que el número de participantes disminuyó. En Washington D. C. y Misisipi, más de una quinta parte de los residentes reciben cupones de alimentos. Los beneficiarios deben tener ingresos próximos a la pobreza para calificarse para los beneficios.
Hoy en día, todos los beneficios de los cupones de alimentos se distribuyen mediante tarjetas, pero la mayor parte de su historia el programa ha utilizado realmente sellos denominacionales de papel o cupones con un valor de $ 1 (color marrón), 5 (color azul), y 10 (color verde). Estos sellos pueden ser usados para comprar todos los alimentos preenvasados comestibles, independientemente de su valor nutricional (por ejemplo, se pueden comprar refrescos y dulces con los cupones de alimentos). A finales de 1990, el programa de estampillas para alimentos se modernizó y los sellos reales fueron eliminados en favor de un sistema de tarjeta de débito especializado conocido como Transferencia Electrónica de Beneficios (EBT) proporcionado por contratistas particulares. Muchos Estados fusionaron el uso de la tarjeta EBT para programas de bienestar de asistencia pública también. El reemplazo con éxito a lo largo del tiempo de todos los sellos de papel de comida por las tarjetas EBT permitió al Congreso de los EE. UU. cambiar el nombre del Programa de Cupones de Alimentos por el de Programa Suplementario de Asistencia Nutricional, a partir de octubre de 2008, y actualizar todas las referencias en la ley federal de "sello" o cupón " a "tarjeta" o " EBT ". Esto se efectuó el 18 de junio de 2008, por la Resolución de la Cámara de Representantes 6124, la Ley de Alimentos, Conservación y Energía de 2008, promulgada como Ley Pública de EE. UU. por encima del veto del Presidente George W. Bush.